# Письмо у космосі

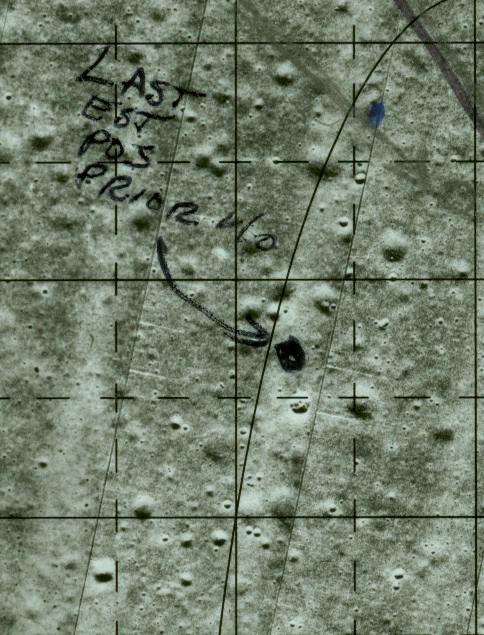
Примітки на карті фломастером, зроблені Майклом Коллінзом (астронавтом Аполлона-11), під час перебування на орбіті Місяця.

Для письма в космічному просторі використовувалось, як правило, декілька інструментів, в тому числі різні типи олівців і ручок. Деякі з цих інструментів є звичними для нас засобами для письма, інші ж були винайдені спеціально для вирішення проблем, з якими стикались астронавти, під час письма в космічних умовах.
Згідно з жартом одного відомого російського коміка, у NASA витратили шалені гроші на винайдення ручки, яка могла б писати під час космічного польоту, оскільки звичайні кулькові ручки не можуть писати в умовах невагомості (ймовірно, малась на увазі Fisher Space Pen, ручка, розроблена для писання в космосі, в якій чорнило знаходиться в спеціальному картриджі і видавлюється під певним тиском). В той самий час, радянські астронавти пішли простішим і дешевшим шляхом - використовували олівець. Насправді ж, реальність трохи інша, оскільки олівці виявились теж непридатними для письма в космічних умовах. Так виникла Fisher Space Pen або, як її ще називають, "космічна ручка", розроблена Полом Фішером у 1960-х роках.   

## Очікування від винаходу
Процес письма в космосі не просто значно відрізняється від того, до якого ми звикли на Землі, він ще й породжує низку проблем, з якими й має упоратися "космічна ручка":  

### Контроль над забрудненням
Як і підводні човни, космічні капсули - замкнуті середовища, в яких потрібно дотримуватись суворих правил чистоти. Будь-які речі та речовини, які потрапляють на корабель, перевіряються. Такі матеріали, як деревина, графіт (при письмі олівцем частинки графіту часто відколюються і в умовах невагомості можуть залетіти в який-небудь механізм), чорнило або звичайні краплі води можуть становити загрозу безпеці екіпажу. У разі, якщо космічний корабель пілотований (тобто управляється безпосередньо екіпажем) та знаходиться в умовах мікрогравітації, дотримання правил чистоти стає критично важливим, оскільки частинки речовин можуть зашкодити не тільки техніці, а й людям на борту.  
Такі матеріали, як тирса, графітний пил, зламані кінчики олівців та часточки чорнила, які літають у просторі без гравітації, стають небезпекою для польоту. Об'єкти буквально плавають у безгравітаційному просторі, навіть за умови фільтрації повітря. Будь-який матеріал, який проводить електричний струм, є загрозою для електроніки, а особливо для електромеханічних вимикачів, які використовувались ще в ранніх пілотованих космічних програмах. Проте непровідні частинки також можуть зашкодити електроніці, наприклад, порушити контакт перемикача. Літаючі частинки - це також загроза для очей і дихальних шляхів людини, а у відкритому космосі їхнє попадання в людський організм - це подвійна проблема. Щоб запобігти таким випадкам, екіпаж космічного корабля може одягати захисне спорядження, але воно часто незручне і заважає при виконанні тих чи інших дій. Отож, як зазначив Пол Фішер, олівці є "занадто небезпечними для використання в космосі". 
Так, наприклад, перед запуском "Аполлон-1" був наказ перевірити кабіну екіпажу на наявність таких небезпечних матеріалів, як папір та низькотемпературний пластик. На жаль, перевірка була поверхневою, що й спричинило майбутню трагедію. Через високий вміст кисню, кабіна разом з трьома членами екіпажу згоріла дотла протягом декількох секунд.
Радянський космонавт Анатолій Соловйов, який у своїх польотах використовував космічні ручки, підтверджує, що грифель від олівця часто ламається, а частинки свинцю у невагомості дуже небезпечні. 

### Забезпечення якості записів
Кожен вихід у відкритий космос, а особливо, коли це здійснюється пілотованими космічними кораблями, повинен супроводжуватись чітким записом подій. Записуються як певні кроки та дії, так і надзвичайні випадки, несправності або відхилення. Записи ведуться від початкових етапів наземного тестування, перших пробних польотів та аж до кінцевих етапів космічної місії. Вони необхідні для збереження знань та досвіду для майбутніх космічних програм. 
Тому очевидно, що якісне ведення "космічного щоденника", дуже важливе. Особливо, коли космічний політ має наукові або технічні цілі, записи низької якості (нечіткі або малозрозумілі) можуть вплинути безпосередньо на успіх місії.
З огляду на це, олівці або подібні засоби для запису можуть виявитися непридатними.  

### Тиск і температура
Як відомо, при зниженні тиску температура може різко зростати. Багато ранніх пілотованих космічних місій працювало під звичайним тиском, щоб зменшити навантаження, а, отже, і масу своїх капсул. Низький тиск також загрожує забрудненням простору кабіни, оскільки певні речовини в нестандартних умовах (при зниженні тиску або більш високих температурах) можуть почати розщеплюватись. У такому випадку ручка, яка була б нечутливою до тиску та температури, усуває вищеназвані проблеми (включно з розгерметизацією) і забезпечує можливість запису навіть поза бортом космічного корабля.

## Ранні інструменти для письма в космосі
З самого початку, як радянські космічні програми, так і NASA використовували для письма дерев'яний олівець. Проте згодом його перестали використовувати, зважаючи на те, що графіт не тільки добре горить, а ще й проводить електричний струм.   
Наступним засобом був механічний олівець, вперше використаний NASA у 1960-х. Його перевагою було те, що він не складався з дерев'яних деталей, які можуть запалитись. Проте проблема графітного пилу все ще існувала, а, як вже відомо, він так само проводить електрику.
Радянська космічна програма використовувала літографські (жирні) олівці, як заміну звичайних, дерев'яних. Недолік полягав у тому, що записи літографськими олівцями легко стирались і не були такими надійними, як хотілося б.   
Кулькові ручки почали використовуватися радянськими космічними програмами, а також NASA та ESA, як замінник літографських олівців. Перевага кулькових ручок була в тому, що вони дешеві, доступні (як і папір), а записи, зроблені за допомогою ручки, більш чіткі та здатні зберігатися довше. Однак, чорнило не стирається, що не дуже зручно під час космічного польоту. Окрім цього, воно досить чутливе до різкої зміни температури.  
Певний час NASA використовувало фломастери, але вони також виявились не надто надійними при зміні температури і тиску.   .   

## Спеціально розроблені засоби для письма в космосі
Fisher Space Pen - це заряджена газом кулькова ручка, в якій чорнило знаходиться в спеціальному картриджі, що забезпечує можливість роботи в умовах невагомості, під водою, під кутом, на жирній і вогкій поверхнях та при екстремальних температурах. Її тиксотропне чорнило і спеціальний картридж забезпечують відсутність паровиділення. З ручки чорнило витісняються стиснутим азотом під тиском майже 240 кПа і здатне писати на висоті до 3800 м і при температурі від -35 до 120 ° C. 